# Paracirrhites nisus
Paracirrhites nisus és una espècie de peix pertanyent a la família dels cirrítids.

## Descripció
- Pot arribar a fer 8,1 cm de llargària màxima.[5]

## Hàbitat
És un peix marí, associat als esculls i de clima tropical.

## Distribució geogràfica
Es troba al Pacífic occidental central: la Polinèsia i les illes Cook.

## Observacions
És inofensiu per als humans.